# Macrolabrum tangaroa
Macrolabrum tangaroa is een naaldkreeftjessoort uit de familie van de Pagurapseudidae. De wetenschappelijke naam van de soort is voor het eerst geldig gepubliceerd in 2012 door Blazewicz-Paszkowycz & Bamber.